# Tonglü
Tonglü (kinesiska: 通旅镇, 通旅) är en köping i Kina. Den ligger i provinsen Sichuan, i den sydvästra delen av landet, omkring 120 kilometer sydost om provinshuvudstaden Chengdu. Antalet invånare är 15 108. Befolkningen består av 7 411 kvinnor och 7 697 män. Barn under 15 år utgör 17,0 %, vuxna 15-64 år 66 %, och äldre över 65 år 15,0 %.
Genomsnittlig årsnederbörd är 1 384 millimeter. Den regnigaste månaden är juli, med i genomsnitt 305 mm nederbörd, och den torraste är december, med 9 mm nederbörd.